# 점성술 살인사건
《점성술 살인사건》(일본어: 占星術殺人事件)은 시마다 소지의 1981년작 장편 추리소설이다. 작가의 데뷔작이자, 이후로 이어지는 미타라이 기요시 시리즈의 첫 번째 작품이다.

## 등장인물
- 우메자와 헤이키치(梅沢 平吉)
- 이다 미사코(飯田 美沙子)
- 다케고시 분지로(竹越 文次郎)
- 미타라이 기요시(御手洗 潔)
- 이시오카 가즈미(石岡 和己)

## 한국어 번역본 정보
- 《아조트》(홍영의 옮김, 국일미디어 펴냄, 1992년 4월 출간, ISBN 9788974250119)
- 《점성술 살인사건》(홍영의 옮김, 국일미디어 펴냄, 1997년 8월 출간, ISBN 9788974251673)
- 《점성술 살인사건》(한희선 옮김, 시공사 펴냄, 2006년 12월 출간, ISBN 9788952747815)
- 《점성술 살인사건》(한희선 옮김, 검은숲 펴냄, 2020년 1월 출간, ISBN 9788952750457)